# Poecilia waiapi
Poecilia waiapi là một loài cá nước ngọt thuộc chi Poecilia trong họ Cá khổng tước. Loài này được mô tả lần đầu tiên vào năm 2012.

## Phân bố và môi trường sống
P. waiapi chỉ được tìm thấy ở hạ lưu lưu vực sông Jari (phía bắc Brasil).